# 2015년 샌버너디노 총기 난사 사건
2015년 샌버너디노 총기 난사 사건은 2015년 12월 2일 10시 59분쯤 미국 캘리포니아주 샌버너디노의 인랜드 리저널 센터에서 3명이 총기 난사를 일으킨 것을 말한다. 적어도 14명이 사망하고 17명이 부상당했다.

## 같이 보기
- 이슬람 테러리즘
- 2009년 포트 후드 총기 난사 사건